# Liste der Stolpersteine in Berlin-Oberschöneweide
Die Liste der Stolpersteine in Berlin-Oberschöneweide führt die Stolpersteine im Berliner Ortsteil Oberschöneweide im Bezirk Treptow-Köpenick auf. Sie erinnern an das Schicksal der Menschen, die im Nationalsozialismus ermordet, deportiert, vertrieben oder in den Suizid getrieben wurden. Die Tabelle erfasst 23 Stolpersteine und ist teilweise sortierbar; die Grundsortierung erfolgt alphabetisch nach dem Familiennamen.
| Bild | Name                | Adresse und Koordinate () | Adresse und Koordinate () | Verlegedatum  | Leben |
| ---- | ------------------- | ------------------------- | ------------------------- | ------------- | --- |
|      | Fritz Feldmann      | Tabbertstraße 12          |                           | 3. März 2023  | |
|      | Ruth Feldmann       | Tabbertstraße 12          |                           | 3. März 2023  | |
|      | Sophie Feldmann     | Tabbertstraße 12          |                           | 3. März 2023  | |
|      | Dorothea Herlitz    | Wattstraße 11             |                           | 26. Jan. 2024 | |
|      | Henriette Herlitz   | Wattstraße 11             |                           | 26. Jan. 2024 | |
|      | Inge Herlitz        | Wattstraße 11             |                           | 26. Jan. 2024 | |
|      | Johanna Herlitz     | Wattstraße 11             |                           | 26. Jan. 2024 | |
|      | Oskar Herlitz       | Wattstraße 11             |                           | 26. Jan. 2024 | |
|      | Abram Laznik        | Griechische Allee 13      |                           | 26. Apr. 2024 | |
|      | Elfriede Laznik     | Griechische Allee 13      |                           | 26. Apr. 2024 | |
|      | Ralph Laznik        | Griechische Allee 13      |                           | 26. Apr. 2024 | |
|      | Berta Lindheimer    | Tabbertstraße 12          |                           | 3. März 2023  | |
|      | Rega Lindheimer     | Tabbertstraße 12          |                           | 3. März 2023  | |
|      | Fanny Salm          | Tabbertstraße 12          |                           | 3. März 2023  | |
|      | Else Schierhorn     | Zeppelinstraße 9          |                           | 26. März 2015 | Else Schierhorn wurde am 23. Februar 1898 in Essen geboren, ihr Mädchenname war Dierberg. Am 17. März 1943 wurde sie aus der Ansbacher Str. 47 in Berlin-Schöneberg in das KZ Theresienstadt deportiert und am 28. Oktober 1944 weiter in das KZ Auschwitz. Dort wurde sie zu einem unbekannten Zeitpunkt ermordet.                                               |
|      | Alfred Schindler    | Wilhelminenhofstraße 35   |                           | 26. Apr. 2024 | |
|      | Minka Schindler     | Wilhelminenhofstraße 35   |                           | 26. Apr. 2024 | Minka Schindler geb. Lentschütz |
|      | Hans Schindler      | Griechische Allee 13      |                           | 26. Apr. 2024 | |
|      | Rosalie Schindler   | Griechische Allee 13      |                           | 26. Apr. 2024 | Rosalie Schindler geb. Wagner |
|      | Berta Skotzki       | Tabbertstraße 12          |                           | 3. März 2023  | |
|      | Manfred Stargardter | Schillerpromenade 7a      | 52.462222 13.517222       | 26. März 2010 | Manfred Stargardter, geboren am 21. Mai 1920 in Berlin. Er floh 1941 im Alter von 20 Jahren mit seiner Verlobten nach Brüssel, wo 1942 der Sohn Thomas zur Welt kam. Er wurde aber 1943 von der Gestapo verhaftet, in das KZ Auschwitz deportiert und dort ermordet. Das Todesdatum ist unbekannt. Sein Sohn hielt bei der Verlegung des Stolpersteins eine Rede. |
|      | Bertha Tonn         | Edisonstraße 34           |                           | 14. Okt. 2024 | |
|      | Heinrich Tonn       | Edisonstraße 34           |                           | 14. Okt. 2024 | |